# Nghi Ân
Nghi Ân là một xã nằm phía đông thành phố Vinh, tỉnh Nghệ An, Việt Nam.

## Lịch sử
Nghi Ân được thành lập trên sự chia tách của làng Ân Hậu ngày xưa thành xã Nghi Ân và Nghi Đức. Xã Nghi Ân được thành lập tháng 4 năm 1954 bao gồm 6 hợp (điểm này không được chính xác lắm, mong mọi người bổ sung thêm).
Ngày nay Nghi Ân có 13 xóm thuộc 3 làng ngày xưa hợp lại, trong đó chủ yếu là làng Ân Hậu (bao gồm các xóm 1 (Kim Khánh), xóm 5 (Kim Liên), xóm 6 (Kim Trung), xóm 7 (Kim Nghĩa), xóm 8 (Kim Bình), Xóm 9 (Kim Sơn), xóm 10 (Kim Tân), xóm 11 (Kim Đông), xóm 12 (Hòa Hợp) và xóm Trung tâm (mới thành lập sau này bao gồm nhiều dân góp nhưng phần lớp vẫn là dân Nghi Ân ra ở)), làng Phú Hậu chỉ có xóm 2 (Kim Mỹ) (nay đa phần diện tích là xã Nghi Phú thuộc thành phố Vinh), và làng Chi Bái gồm xóm 3 (Kim Chi) và xóm 4 (Kim Phúc) (nay thuộc phần lớn Nghi Liên và Nghi Kim)
Làng Ân Hậu được chia thành Nghi Ân và một phần của Nghi Đức (chủ yếu là đất Đức Lân xưa) thuộc huyện Nghi Lộc. Từ tháng 4 năm 2008 trở đi, xã Nghi Ân thuộc thành phố Vinh.

## Giao thông
Có đường Quốc lộ 46 chạy qua.